# Remetalkes
Remetalkes lub Roimetalkes, właśc. Tyberiusz Juliusz Remetalkes Filokajsar Filoromajos Eusebes (gr.: Τιβέριος Ἰούλιος Ροιμητάλκης Φιλόκαισαρ Φιλορώμαίος Eυσεbής, Tibérios Ioúlios Roimetálkes Filókaisar Filorṓmaíos Eusebḗs) (zm. 154) – król Bosporu z dynastii Asandrydów od 132 do swej śmierci. Syn i spadkobierca króla Bosporu Tyberiusza Juliusza Kotysa II Filokajsara Filoromajosa Eusebesa i nieznanej z imienia królowej.
Remetalkes był jedynym królem bosporańskim o takim imieniu. Otrzymał je na cześć dawnego przodka, Gajusza Juliusza Remetalkesa I (zm. 12), króla Tracji z dynastii sapejskiej. Ten był bowiem dziadkiem Gepaepyris, żony Tyberiusza Juliusza Aspurgosa Filoromajosa (zm. 37), przodka ojczystego Remetalkesa.

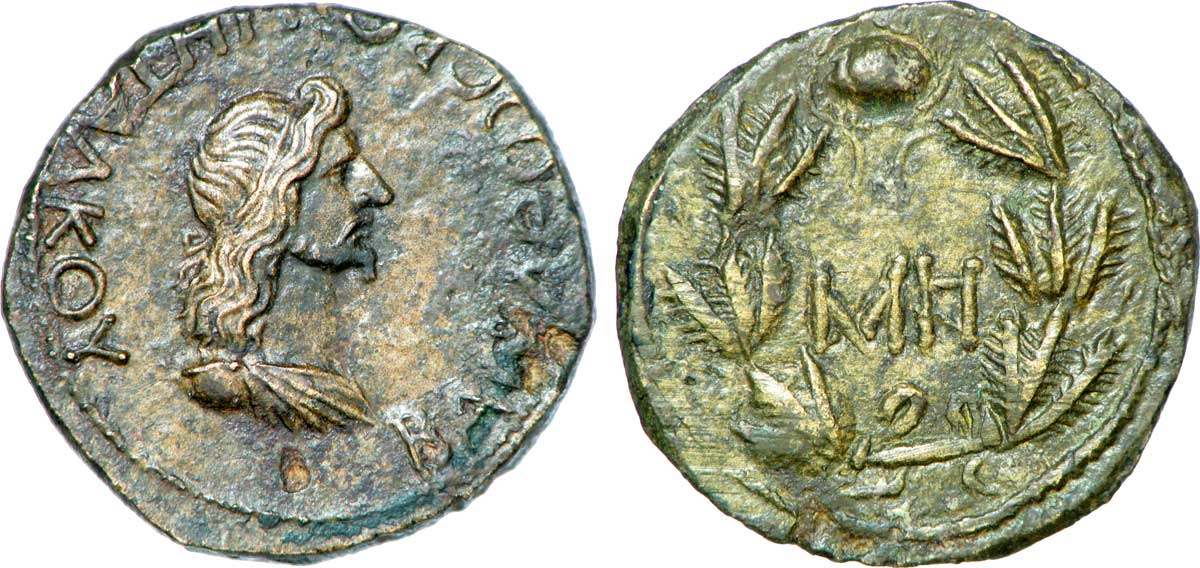
Remetalkes

Remetalkes przez ojca był perskiego, greckiego, rzymskiego, trackiego oraz zapewne sarmackiego pochodzenia. Był bowiem potomkiem Mitrydatydów z Pontu, Seleucydów z Syrii, Antypatrydów z Macedonii, Antygonidów z Macedonii, dynastii sapejskiej z Tracji. Przez triumwira rzymskiego Marka Antoniusza z rodu Antoniuszów, był spokrewniony z różnymi członkami rzymskiej dynastii julijsko-klaudyjskiej, pierwszej dynastii rządzącej cesarstwem rzymskim.
Kiedy ojciec Kotys II zmarł w 132 r., Remetalkes wstąpił po nim na tron bosporański. Był współczesny panowaniu rzymskich cesarzy Hadriana oraz Antoninusa Piusa. Na jego zachowanych bitych monetach tytuł królewski w języku greckim brzmi ΒΑCΙΛΕѠC POIMHTAΛKOY („[Moneta] króla Remetalkesa”).
Według dzieła Historycy cesarstwa rzymskiego, za panowania cesarza Antonimusa Piusa, Remetalkes przebywał w Rzymie. Tam doszło do sporu między nim a namiestnikiem cesarskim. Charakter i powody prowadzące do tego sporu są nieznane. Gdy posłuchanie u cesarza się zakończyło, Antoninus Pius postanowił odesłać Remetalkesa z powrotem do królestwa Bosporu.
Remetalkes, tak jak jego dziadek ojczysty Tyberiusz Juliusz Sauromates I, wydawał się być osobą religijną. Był bowiem zaangażowany w oddawaniu czci bogini Afrodyty i jej kultu. Taka jego postawa może być potwierdzona przez inskrypcję znalezioną na bazie posągu z Fanagorii:
„Tyberiusz Juliusz, Król Remetalkes, Przyjaciel Cesarza i Rzymian, Pobożny, posiadający zebrane i powiększone ziemie Thianneoi, który był dedykowany przez Letodorosa i pelatoi, według zapisu na pomniku, który stoi w pobliżu, który zmniejszył się z czasem, przywrócił ich cało dla bogini, przez zainteresowanie Aleksandrosa, syna Myreimosa, ministra religii, w 448, w miesiącu Apellajos, 20”.
Poza tym, niewiele wiemy na temat panowania i życia Remetalkesa. Poślubił on nieznaną z imienia kobietę, która została królową. Miał z nią dwóch synów, przyszłych królów bosporańskich: Tyberiusza Juliusza Eupatora i Tyberiusza Juliusza Sauromatesa. Pierwszemu synowi dał imię na cześć dalekiego przodka króla Pontu i Bosporu Mitrydatesa VI Eupatora, a drugiemu na cześć swego dziadka. Przez niego miał potomków, którzy rządzili królestwem bosporańskim aż do IV stulecia.